# Domenico Adinolfi
Domenico Adinolfi (Ceccano, 20 giugno 1946) è un ex pugile e attore italiano, campione italiano dei pesi mediomassimi e massimi e Campione europeo dei mediomassimi (1974-1976).

## Biografia

### Inizi
Guascone e bizzarro personaggio della boxe italiana, Domenico Adinolfi nasce da una famiglia molto numerosa e di umili origini. Per necessità economiche e per passione decide di avvicinarsi al pugilato.
Da dilettante Adinolfi ha combattuto ventuno volte in Germania, vincendo 20 incontri e pareggiandone 1.

### Carriera da professionista
La sua carriera professionistica è divisa in due fasi: la prima è caratterizzata da vittorie esaltanti e momenti di delusione. Conquistò il titolo italiano nella categoria dei medio massimi dopo appena nove match da professionista battendo il trentacinquenne Giulio Rinaldi, un grande della boxe italiana, inducendolo ad abbandonare il pugilato. Dopo quattro riprese, lo sfidante era già nettamente in vantaggio ai punti. Mise l'avversario in ginocchio al quinto round e questi assistette al conteggio incapace a rialzarsi forse più mentalmente che per motivi tecnici. Il match, vissuto come una guerra tra paesi rivali (la Ceccano di Adinolfi contro l'Anzio di Rinaldi) ebbe un epilogo di insinuazioni relative a presunti "aiuti chimici" utilizzati dal vincitore. Vi fu anche un'inchiesta della FIP che non portò a nessun risultato.
Adinolfi difese il titolo italiano battendo ai punti Gianfranco Macchia e Guerrino Scattolin. Lo perse con verdetto ai punti il 4 marzo 1972, a Roma, dai pugni di Gianfranco Macchia, che gli inflisse la prima sconfitta in carriera .
Dopo una sfortunata tournée in Sudafrica (2 sconfitte ai punti), Adinolfi riconquistò il titolo italiano il 14 marzo 1973, a Frosinone, battendo ai punti Renzo Grespan. Lo perse definitivamente il 25 agosto successivo cedendo ai punti ad Aldo Traversaro a Chiavari, in casa del suo avversario.
Il 3 giugno 1974, Adinolfi perse ai punti a Toronto con Tom Bethea, già sfidante di Nino Benvenuti per il titolo mondiale dei medi.
A Campione il 4 dicembre 1974, il ciociaro riuscì a mettere KO, dopo solo 2 minuti della prima ripresa Karl Heinz Klein, conquistando il titolo europeo dei pesi mediomassimi, lasciato vacante dal britannico John Conteh.
Il 4 dicembre 1974 sul ring di Campione d’Italia Domenico Adinolfi conquistava il titolo europeo dei mediomassimi, lasciato vacante dall’inglese John Conteh. Il suo avversario era il tedesco Klaus Klein, imbattuto da tre anni circa, nel cui record figuravano vittorie su Schmidte, Velensek e l’americano Rouse, parliamo quindi di gente quotata nel ranking internazionale. Il match durò appena un round. Il pugile di Ceccano mise in luce oltre alla potenza la sua freddezza e buona tecnica. A metà round scuoteva il tedesco con un potente destro, ma non si scagliò subito contro l’avversario. Aspettava che Klein fosse pronto ad accettare lo scambio. Fu in quel momento che incalzò l’avversario concludendo il match con un sinistro di disturbo e un destro con traiettoria dall’alto in basso che centrò il mento scoperto. Il tedesco si rialzava a stento e poi dopo il conteggio  provava a riprendere, ma cadeva senza essere stato colpito con l’arbitro che logicamente sospese il match. Il ceccanese con questo successo sciolse tutti i dubbi sul suo valore.
Difese il titolo europeo per tre volte in due anni. A Wieze nel 1975 sconfisse Freddy Dekerpel in undici riprese. A Torino nell'ottobre dello stesso anno superò Rudi Lubberts, mettendolo KO in sole due riprese e a Roma nel maggio del 1976 batté Leo Kakolewicz per KO in otto riprese.
Perse il titolo a Belgrado il 10 luglio 1976 di fronte al fuoriclasse jugoslavo Mate Parlov ma con un arbitraggio che ha fatto molto discutere. Parlov si era aggiudicato agevolmente le prime riprese ma l'italiano stava dimostrando di poter recuperare lo svantaggio. All'11º round l'arbitro gallese Brimmel, condizionato dall'infernale atmosfera dello stadio jugoslavo, interruppe inspiegabilmente il match dopo un paio di ininfluenti colpi subiti dal detentore del titolo, attribuendo a Parlov la vittoria per knock-out tecnico.
La rivincita con Parlov, in programma al Palasport di Roma nel marzo 1977, non si tenne mai perché Adinolfi non riuscì a rientrare nel peso. Successivamente Adinolfi salì nella categoria dei Pesi massimi e poi decise di lasciare l'Italia per cercare fortuna in Canada e in Belgio.
Al ritorno in Italia cominciò la seconda fase della sua carriera. A 34 anni si riaffiliò alla Federazione pugilistica italiana e ritrovò la motivazione che lo riportò sul ring. Conquistò il titolo italiano nella categoria dei massimi nell'agosto del 1980 a Norcia sconfiggendo Giovanni De Luca in 12 riprese.
Difese vittoriosamente la cintura italiana per quattro volte, battendo Vincenzo Pesapane, Daniele Laghi, ancora Giovanni De Luca e Rinaldo Pellizzari. Tentò infine di conquistare il titolo europeo dei pesi massimi ma fu sconfitto ai punti a Parigi dal francese Lucien Rodriguez. Fu il suo ultimo incontro. A carriera conclusa, Adinolfi si occupò del settore giovanile.

### Carriera cinematografica
Ha partecipato al film Grand Hotel Excelsior nel ruolo di Bruno Bertoni, lo sfidante di Pericle, interpretato da Carlo Verdone.

## Caratteristiche tecniche
Pugile spigoloso, senza peli sulla lingua, ha ricevuto dalla boxe sicuramente meno di quanto avrebbe meritato. Molto è dipeso dal suo carattere difficile, che l'ha portato in competizione anche con i vertici della Federazione pugilistica.
Un curioso aneddoto: Adinolfi ha sempre avuto una profonda antipatia nei confronti dei rivali tedeschi a causa di un episodio precedente la sua nascita. Nel ’43 nel suo paese infuriava la guerra; mamma Adinolfi, che a quei tempi aveva nove figli, un giorno fece un affare acquistando a buon prezzo un maialino. Per qualche settimana la famiglia del pugile dovette fare numerose rinunce per permettere all’ animale di ingrassare e per potervi preparare una buona porchetta. Un giorno, però, passarono i tedeschi e si presero la bestia. Da quella volta mamma Adinolfi, prima della partenza del pugile per un incontro in Germania, gli ha sempre raccomandato:
Fatto sta che da dilettante Adinolfi è andato ventuno volte a combattere in Germania, vincendo 20 incontri e pareggiandone 1.